# دونکا مینچوا
دونکا مینچوا (انگلیسی: Donka Mincheva؛ زادهٔ ۹ مهٔ ۱۹۷۳) وزنه‌بردار زن اهل بلغارستان بود.